# Var är Jane Eyre?
Var är Jane Eyre? (engelska: The Eyre Affair) är en brittisk roman från 2001, skriven av Jasper Fforde. Handlingen utspelar sig i ett alternativt 1985, där Krimkriget fortfarande pågår och kloning har gjort det möjligt att ha en dront som husdjur. Huvudpersonen, Thursday Next, är en specialpolis som jagar efter de som kidnappat romanfiguren Jane Eyre från Charlotte Brontës bok.